# Scotorythra triscia
Scotorythra triscia là một loài bướm đêm trong họ Geometridae.